# Psi Ophiuchi
Psi Ophiuchi (4 Ophiuchi) é uma estrela na direção da constelação de Ophiuchus. Possui uma ascensão reta de 16h 24m 06.20s e uma declinação de −20° 02′ 14.0″. Sua magnitude aparente é igual a 4.48. Considerando sua distância de 178 anos-luz em relação à Terra, sua magnitude absoluta é igual a 0.79. Pertence à classe espectral K0III.